# Black Hills Country Band
Le Black Hills Country Band est un groupe belge de country.

## Discographie
- 1991: Hilltops
- 1994: All In
- 1996: Part Three
- 1997: Live
- 1998: Anything or anytime
- 1998: Merry Christmas
- 2000: Some of the best
- 2001: We
- 2006: Let's work it out